# Kirghizfilm

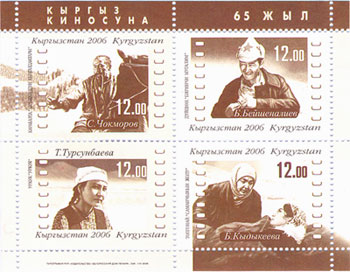
Timbres du Khirgizistan - 1965

Kirghizfilm (en russe : Киргизфильм) est un studio de cinéma fondé en 1942 dans la capitale du  Kirghizistan, Bichkek.

## Historique
Kirghizfilm est créé en 1942 sur base du bureau Ouzbekkino. Appelés à l'origine « Studio d'actualités et de films documentaires de Frounze », les studios sont rebaptisés Kirghizfilm en 1961.
Dans les années 1960-1970, de nombreuses œuvres de l'écrivain kirghiz Tchinguiz Aïtmatov ont été adaptées aux studios, notamment par Larisa Shepitko (Chaleur torride, Znoj, 1963) et par Andreï Kontchalovski (Le Premier Maître, 1965). Par après, les réalisateurs locaux Bolot Chamchiev (Coup de feu au col de Karach (1968), Le Bateau blanc (1978), L'Ascension du Mont Fuji (1988)) et Tolomouch Okeev (La Pomme rouge (1975), Le Descendant du léopard blanc (1984)) y ont également tourné. En 1972, Bolot Chamchiev tourne Les Coquelicots vermeils d'Issyk-Koul. Le Lituanien Algimantas Vidugiris (1936-2010) réalise le long métrage Hommes sans femmes et d'autres documentaires.
Ces trois cinéastes, Okeev, Chamchiev et Vidugiris sont les principales personnalités de ce que l'Europe a appelé « miracle kirghiz » et ont fait l'âge d'or du studio Kirghizfilm. Dinara Assanova y fait ses premiers pas en tant qu'accessoiriste.
Actuellement les studios Kirghizfilm sont dénommés du nom du cinéaste Tolomouch Okeev.